# Donskoi-Kloster

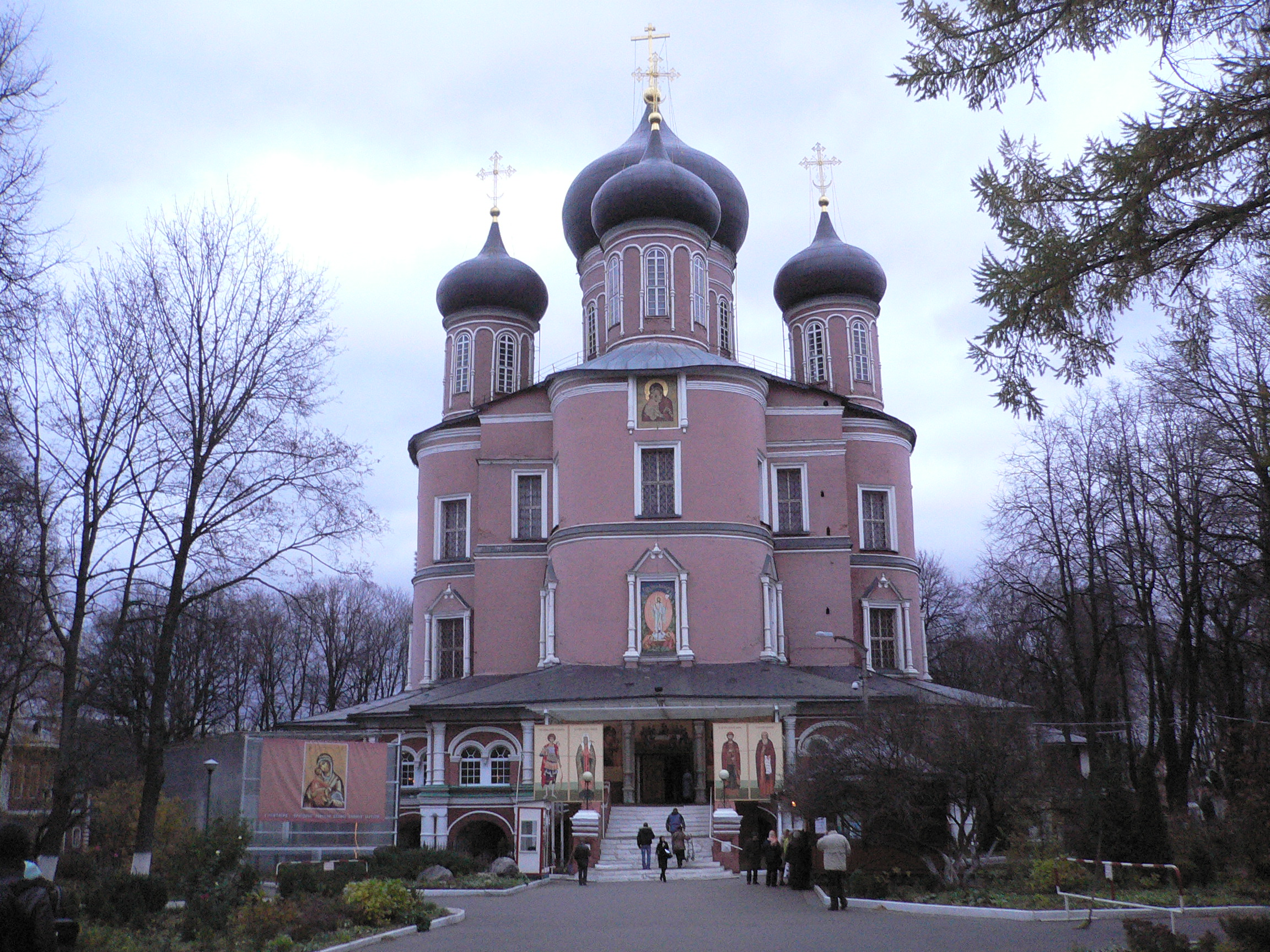
Die Große Kathedrale des Donskoi-Klosters

Das Donskoi-Kloster (russisch Донско́й монасты́рь) ist ein bedeutendes orthodoxes stauropegiales Männerkloster in Moskau. Es wurde 1591 gegründet und stellt heute mit seinen Sakralbauten sowie einem alten Friedhof ein wichtiges Denkmal dar.
Es befindet sich etwas südlich der Moskauer Innenstadt, unweit des Schuchow-Radioturms und des Gorki-Parks.

## Geschichte

### Gründung und Bau
Wie eine Vielzahl von russischen Sakralbauten aus der Frühen Neuzeit – ein prominentes Beispiel ist etwa die Moskauer Basilius-Kathedrale – hat auch das Donskoi-Kloster seine Entstehung einem militärischen Sieg Russlands zu verdanken. 1591 wurde es vom Zaren Fjodor als Dank für den kurz zuvor erlangten, nahezu verlustfreien Sieg Moskaus über die krimtatarischen Interventen gegründet. Dabei wurde in Russland damals geglaubt, der Sieg sei der ursprünglich vor allem von den Donkosaken verehrten Gottesmutter vom Don zu verdanken, deren Ikone auch im Jahre 1380 den vom Großfürsten Dmitri Donskoi angeführten Russen das Wunder des Sieges über die Goldene Horde in der Schlacht auf dem Kulikowo Pole nahe dem Don gebracht habe. Daher beschloss Fjodor, als Zeichen des Dankes an die Gottesmutter südlich von Moskau eine Kirche einrichten und eben auf die Ikone der Gottesmutter vom Don weihen zu lassen. Mit dem Bau dieser ersten Kirche – heute heißt sie Kleine Kathedrale des Donskoi-Klosters – fing die Geschichte des Klosters an, das – genauso wie der zwei Jahrhunderte zuvor siegreiche Großfürst – sich nach der wunderbringenden Gottesmutter benannt hat. Die Kleine Kathedrale wurde 1593 fertiggestellt.

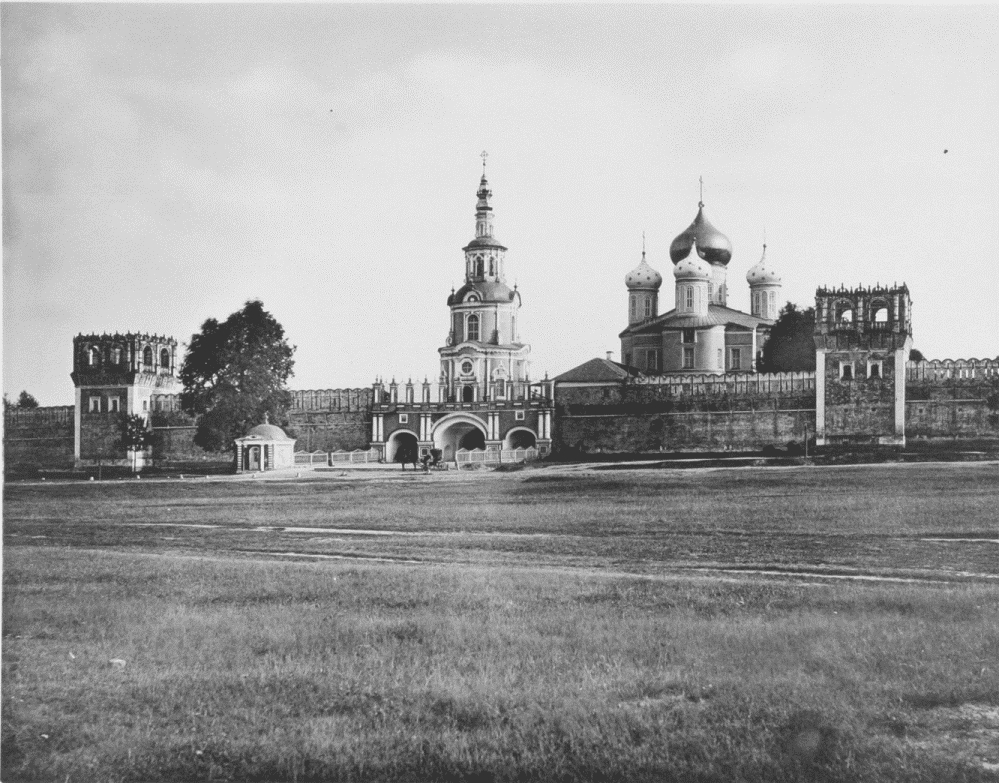
Das Kloster im 19. Jahrhundert

Rund 100 Jahre nach dem Bau der Kleinen Kathedrale entstand in ihrer Nähe die heute als Große Kathedrale des Donskoi-Klosters bekannte Kirche. Gleichzeitig wurde das Kloster durch eine bis heute bestehende Mauer mit zwölf eingebauten Türmen eingefriedet. Bereits im frühen 17. Jahrhundert stellte das Kloster einen wichtigen Bestandteil in der Klosterlandschaft der Zarenhauptstadt dar. An feierlichen Prozessionen anlässlich der Jahrestage des Sieges über die Krimtataren nahmen dort auch die Zaren teil.
Im 18. Jahrhundert war das Donskoi-Kloster bereits eines der reichsten seiner Art in Russland. Ihm gehörte auch außerhalb dessen Territoriums zahlreiche Landgüter samt leibeigenen Bauern. Zu dieser Zeit wurde dessen architektonisches Ensemble durch mehrere Bauwerke erweitert, die zum Teil bis heute erhalten sind. Außerdem galt spätestens zu dieser Zeit der Friedhof auf dem Klostergelände als vornehme Begräbnisstätte überwiegend adliger Personen. Seit 1745 war auf dem Gebiet des Klosters eine der ersten Hochschulen Russlands, die 1687 gegründete Slawisch-Griechisch-Lateinische Akademie, ansässig.

### 20.Jahrhundert und Gegenwart

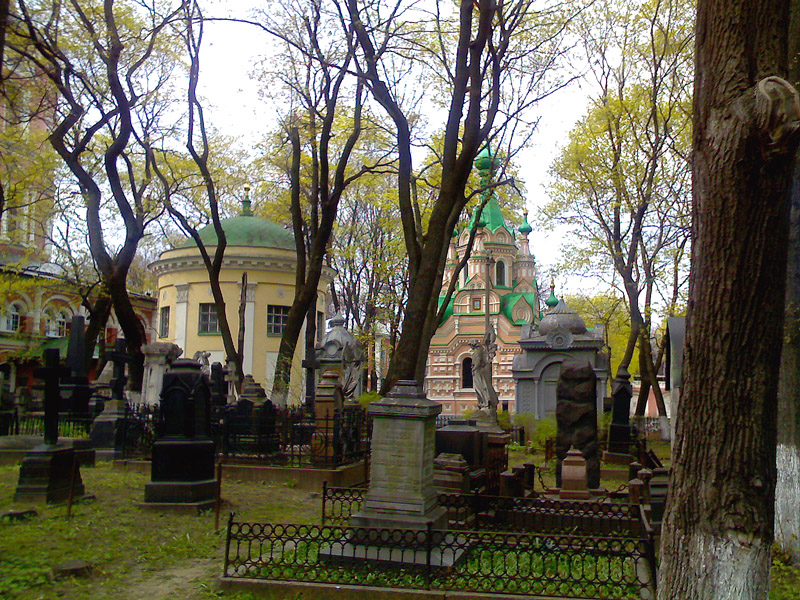
Klosterfriedhof

Kurz nach der Oktoberrevolution 1917 fingen die antireligiös eingestellten neuen Machthaber damit an, das Kloster aufzulösen, wobei dieses noch bis Ende der 1920er-Jahre teilweise als Kloster genutzt wurde. 1922–1923 wurde auf dem Klostergelände der sich gegen die Kommunisten gewandte Patriarch Tichon unter Hausarrest gehalten. 1925 starb er und wurde in der Kleinen Klosterkathedrale beigesetzt. Danach wurde das Kloster endgültig geschlossen und dessen Bauten meist zweckentfremdet.
1934 entstand auf dem ehemaligen Klostergelände ein Architekturmuseum, in dem unter anderem architektonisch wichtige Fragmente der in den 1930er-Jahren in Moskau zerstörten Sakralbauten untergebracht wurden. So wurden beispielsweise einige der Skulpturenornamente der 1931 gesprengten Christ-Erlöser-Kathedrale ins ehemalige Donskoi-Kloster übertragen. Obwohl die Kathedrale im Jahre 2000 wiederaufgebaut wurde, befinden sich die Originalskulpturen bis heute im Donskoi-Kloster.
Die Kirchengebäude des Donskoi-Klosters wurden in den 1930er-Jahren allesamt für Gottesdienste geschlossen. Ab 1949 wurde lediglich die Kleine Kathedrale wieder als Gotteshaus genutzt. Auf dem südlichen Teil des ehemaligen Klostergeländes, wo Anfang des 20. Jahrhunderts Erweiterungsflächen für die Kloster-Nekropole eingerichtet wurden, entstand ein weitgehend eigenständiger Urnenfriedhof, der heute als der eigentliche oder der neue Donskoi-Friedhof bekannt ist. In dessen Mittelpunkt befand sich bis 1973 das erste Krematorium Moskaus, das ebenfalls durch Umbau einer ehemaligen Klosterkirche entstand.
Erst Anfang der 1990er-Jahre wurde das Donskoi-Kloster der Russisch-Orthodoxen Kirche zurückgegeben. Seit 1991 wird es wieder als Männerkloster genutzt und in den meisten seiner Kirchenbauten finden wieder Gottesdienste statt.

## Friedhof

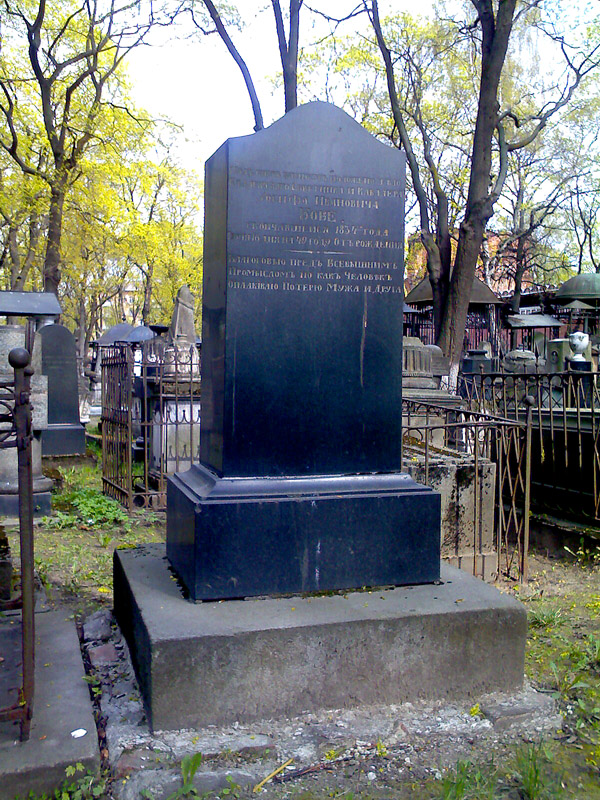
Grabstein von Joseph Bové

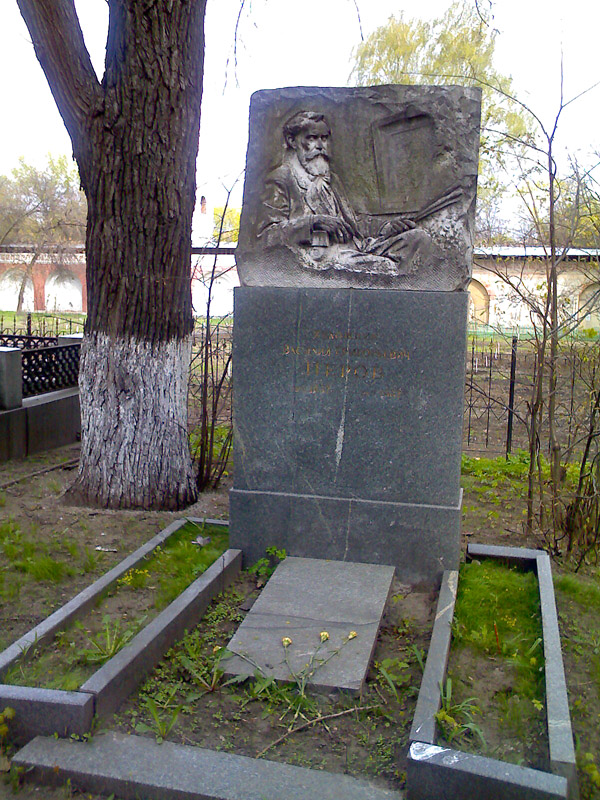
Grabstein von Wassili Perow

Der Friedhof oder auch die Nekropole des Donskoi-Klosters entstand zeitgleich mit der Klostergründung und war vor allem im 18. und 19. Jahrhundert ein bevorzugter Begräbnisplatz des Moskauer Adels, aber auch vieler Künstler. Dadurch ist auch die bis heute große Zahl von Gräbern berühmter Personen sowie die für Moskauer Verhältnisse heute ungewöhnlich große Ansammlung alter, historisch wertvoller Grabstätten auf dem Klostergelände zu erklären. 
Vom Friedhof des Donskoi-Klosters abzugrenzen ist der benachbarte Donskoi-Friedhof, der zu Sowjetzeiten vorwiegend für Urnenbestattungen genutzt wurde, da auf seinem Gelände lange Zeit das einzige Moskauer Krematorium stand.

### Gräber prominenter Personen
- Pjotr Baranowski (1892–1984), Architekt und Restaurator
- Wassili Blochin (1895–1955), NKWD-Offizier
- Joseph Bové (1784–1834), Architekt
- Michail Cheraskow (1733–1807), Dichter
- Anton Denikin (1872–1947), Kommandeur der Weißen Armee; wurde 2005 hierher umgebettet
- Iwan Dmitrijew (1760–1837), Schriftsteller
- Dmitri Dolgorukow (1797–1867), Diplomat und Dichter
- Iwan Funduklei (1804–1880), Archäologe, Politiker
- Natalja Golizyna (1741–1838), Hofdame
- Iwan Iljin (1883–1954), Philosoph; wurde 2005 hierher umgebettet
- Wassili Kljutschewski (1841–1911), Historiker
- Wladimir Munz (1903–1974), Architekt und Hochschullehrer
- Wladimir Odojewski (1803–1869), Schriftsteller und Komponist
- Wassili Perow (1834–1882), Maler; wurde in den 1950er-Jahren hierher umgebettet
- Wassili Puschkin (1766–1830), Dichter, Onkel von Alexander Puschkin
- Darja „Saltytschicha“ Saltykowa (1730–1801), Serienmörderin
- Iwan Schmeljow (1873–1950), Schriftsteller; wurde 2000 hierher umgebettet
- Nikolai Schukowski (1847–1921), Mathematiker und Luftfahrtpionier
- Wladimir Sollogub (1813–1882), Schriftsteller
- Alexander Solschenizyn (1918–2008), Schriftsteller und Nobelpreisträger
- Alexander Sumarokow (1717–1777), Dichter
- Pjotr Tschaadajew (1794–1856), Philosoph
- Alexei Wischnjakow (1859–1919), Unternehmer und Mäzen